# Buków Jodłów
Buków Jodłów – przystanek osobowy na zlikwidowanej linii nr 328 Nysa – Kałków Łąka, położony między miejscowościami Buków oraz Jodłów, w województwie opolskim, w powiecie nyskim, w gminie Otmuchów, w Polsce.
| Buków Jodłów                                |  |                               |
| Linia nr 328 Nysa – Kałków Łąka (13,752 km) |  |                               |
| Kałków Łąkaodległość: 2,529 km              |  | Koperniki odległość: 3,455 km |